# المنفى الكوبي
المنفى الكوبي، يعبّر عن الهجرة الجماعية للكوبيين من جزيرة كوبا بعد الثورة الكوبية عام 1959. عانى ملايين الكوبيين من مختلف المواقع الاجتماعية في المجتمع الكوبي من خيبة أمل تجاه الحياة في كوبا، وقرروا الهجرة في موجات هجرة مختلفة.
حدثت الموجة الأولى من الهجرة بعد الثورة مباشرة، تلتها رحلات الحرية من عام 1965 إلى عام 1973. أُعقب ذلك بهروب ماريل الجماعي عام 1980، وهروب البالسيروس بالطوافة في عام 1994. منحت الولايات المتحدة العديد من اللاجئين خلال فترة النفي الكوبية وضعًا قانونيًا خاصًا، إلا أن الرئيس الأمريكي باراك أوباما بدأ في عام 2010 بإلغائها شيئًا فشيئًا.
يتبع المهاجرون في الهجرة الكوبية والمعروفون «بالكوبيين المنفيين» لخلفيات مختلفة في المجتمع الكوبي، والتي انعكست في موجة الهجرة التي شاركوا بها. أنشأ المنفيون مجتمعات كوبية تواصل الحفاظ على الثقافة الكوبية في الخارج، فضلاً عن اكتساب نفوذ سياسي خارج كوبا.
يعيش غالبية المنفيين الكوبيين الحاليين البالغ عددهم 1,172,899 فردًا في الولايات المتحدة، في فلوريدا (917,033 فردًا في عام 2014)، وبشكل رئيسي في مقاطعة ميامي ديد، حيث أكثر من ثلث السكان من الكوبيين. انتقل المنفيون الآخرون إلى مجتمعات كوبية كبيرة في مدينة نيويورك (16,416 فردًا)، ولويزفيل في كنتاكي (6662 فردًا)، وهيوستن في تكساس (6233 فردًا)، ولوس أنجلوس (6056 فردًا)، ويونيون سيتي في نيوجيرسي (4970 فردًا) وغيرهم. 

## لمحة تاريخية

### المنفى الذهبي وغزو خليج الخنازير
عاش حوالي 50,000 من الأمريكيين الكوبيين بالفعل في الولايات المتحدة قبل منفى ما بعد الثورة، إلا أن ما يقارب 200,000 كوبي قد هاجروا إلى جنوب فلوريدا مباشرة بعد الثورة الكوبية في عام 1959. كان معظم المهاجرين في الموجة الأولى من المواليين لنظام باتيستا الذي أُطيح به، ومن الطبقة المتوسطة أو الراقية ذوو الأصول الأوروبية، إذ ترواحت الموجات اللاحقة من الكوبيين بين العديد من الآراء والخلفيات السياسية المختلفة الذين عارضوا الطبيعة الاستبدادية المتزايدة لحكم كاسترو.
يعتقد العديد من المهاجرين أن نفيهم كان مؤقتًا حتى يُطاح بفيدل كاسترو. لم يكن السفر بين الولايات المتحدة وكوبا مقيدًا بشدة حتى في أعقاب الثورة الأخيرة. أسس دوايت دي أيزنهاور في عام 1960 مركز طوارئ اللاجئين الكوبيين، والذي قدم خدمات عامة للمهاجرين الكوبيين. أُزيلت العديد من قيود الهجرة أمام الكوبيين الذين يدخلون الولايات المتحدة على وجه التحديد.
شارك عدد قليل من هؤلاء المنفيين كوبييّ الأصل في عام 1961 في غزو خليج الخنازير الذي فشل في الإطاحة بفيدل كاسترو. قامت الحكومة الكوبية بعد أزمة الصواريخ الكوبية عام 1962، بتقييد الحركة الجوية للجزيرة، منهية موجة الهجرة الرئيسية الأولى. 

### عملية بيتر بان
بدأت وكالة المخابرات المركزية والمعارضين الكوبيين- بغرض زعزعة استقرار الحكومة الشيوعية- في التحذير من مشروع لحكومة كاسترو يزيل حضانة الوالدين من أطفالهم لتلقينهم عقائديًا. أُرسل أكثر من 14000 طفل إلى الولايات المتحدة من قبل ذويهم في عملية بيتر بان، بين نوفمبر 1960 وأكتوبر 1962.
وُضع الأطفال تحت رعاية الكنيسة الكاثوليكية في دور رعاية في جميع أنحاء الولايات المتحدة حتى يمكن لم شملهم مع ذويهم. أرسلهم آباؤهم إلى الولايات المتحدة من أجل إبعادهم عن التلقين الشيوعي، إذ أُرسل العديد من الأولاد لتجنب التجنيد في القوات المسلحة الكوبية، وُوضعت الفتيات في حملة محو الأمية المسيّسة إلى حد كبير. 

### هروب كاماريوكا
أعلن فيدل كاسترو في 28 سبتمبر 1965، أن الكوبيين الراغبين في الهجرة يمكنهم القيام بذلك اعتبارًا من 10 أكتوبر من ميناء كاماريوكا الكوبي. حاولت إدارة الرئيس الأمريكي جونسون السيطرة على الأعداد التي سيُسمح لها بدخول الولايات المتحدة ووضع بعض المعايير لمؤهلاتهم، مفضلة أولئك الذين يدعون الاضطهاد السياسي، وأولئك الذين لديهم أفراد من عائلاتهم في الولايات المتحدة. حددت هدفًا في مفاوضات مع الحكومة الكوبية لنقل ما بين 3000 إلى 4000 شخص عن طريق الجو.
جلب الأمريكيون الكوبيون على الرغم من المناقشات الدبلوماسية، قوارب ترفيهية صغيرة من الولايات المتحدة إلى كاماريويكا. كانت نتيجة عملية هروب كاماريوكا بالقوارب، أن نُقل حوالي 5000 لاجئ عن طريق 160 قاربًا إلى كي ويست لمعالجة مسألة الهجرة من قبل الإدارة الأمريكية. ما كان من إدارة جونسون إلا أن بذلت جهودًا متواضعة لفرض قيود على حركة مرور القوارب هذه. أغلق كاسترو الميناء دون سابق إنذار في 15 نوفمبر، مما أدى إلى تقطع السبل بالآلاف.
اتفقت الحكومتان الكوبية والأمريكية في 6 نوفمبر، على تفاصيل خط جوي للهجرة على أساس لم شمل الأسرة ودون الإشارة إلى أولئك الذين وصفتهم الولايات المتحدة بأنهم سجناء سياسيون والذين وصفهم الكوبيون بأنهم أعداء للثورة. أضافت الولايات المتحدة عنصرًا بحريًا إلى الإجلاء الجوي للتعامل مع الحشود في كاماريوكا. بدأ كلا الشكلين من النقل في العمل في 1 ديسمبر. 

### رحلات الحرية
استمرت «رحلات الحرية» بنقل المهاجرين من شاطئ فاراديرو إلى ميامي مرتين يوميًا، من ديسمبر 1965 إلى أوائل عام 1973، في ظل إدارتي جونسون ونيكسون. كان أطول خط نقل جوي للاجئين السياسيين، إذ نقل 265,297 كوبيًا إلى الولايات المتحدة بمساعدة وكالات دينية وتطوعية. اقتصرت الرحلات على الأقارب المباشرين والكوبيين الموجودين بالفعل في الولايات المتحدة مع فترة انتظار من عام إلى عامين أينما كانوا.
كان العديد من الذين جاءوا عبر كاماريوكا ورحلات الحرية أكثر تنوعًا عرقيًا، وكانوا من ذوي المكانة الاقتصادية الدنيا، وكان أكثرهم من النساء مقارنة بموجات الهجرة السابقة. يرجع ذلك أساسًا إلى القيود التي فرضها كاسترو على عدم السماح للعمال المهرة بمغادرة البلاد. 

### التقارب مع كوبا
اتُخذت إجراءات مختلفة لتحسين العلاقات بين الولايات المتحدة وكوبا خلال إدارة كارتر. أقلعت أول رحلة تجارية بعد انقطاع ستة عشر عامًا من ميامي إلى هافانا في عام 1978. كما سمحت الحكومة الكوبية بزيارة سَرية أنطونيو ماسيو، وهي الزيارة الأولى للمنفيين الكوبيين إلى الجزيرة. احتجت العديد من المنظمات الكوبية في المنفى على حميمية العلاقات مع كوبا بينما دعمت بعض المنظمات الأخرى الدبلوماسية المتزايدة.
أسفرت المناقشات السرية بين الولايات المتحدة وكوبا عن اتفاق للإفراج عن آلاف السجناء السياسيين في أغسطس 1978. لم يكن جيمي كارتر يريد الاعتراف علنًا بدوره في المفاوضات في وقت الإفراج. قررت الحكومة الكوبية فتح مفاوضات مع الكوبيين المنفيين لتحسين العلاقات العامة.
ناقش العديد من الكوبيين المنفيين عدم فائدة الحوار، وكان بعضهم راضياً عن الدعوة بينما شكك آخرون في صدق المفاوضات معتبرين أنها حيلة دعائية. اشترطت الحكومة الكوبية في النهاية أنه لن يُطلق سراح أي سجناء حتى تجري المفاوضات. تشكلت في نهاية المطاف لجنة الخمس وسبعين من المنفيين الكوبيين البارزين بقيادة برناردو بينيس، وهم المفاوضون الرسميون مع الحكومة الكوبية.